# Spathiphyllum uspanapaensis
Spathiphyllum uspanapaensis Matuda – gatunek wieloletnich, wiecznie zielonych roślin zielnych z rodzaju skrzydłokwiat, z rodziny obrazkowatych, występujący w meksykańskim stanie Veracruz, zasiedlający równikowe lasy deszczowe.